# スポチャン対決! 〜妖怪大決戦〜
『スポチャン対決! 〜妖怪大決戦〜』（スポチャンたいけつ ようかいだいけっせん）は2014年に公開された日本のアニメ映画作品。スポーツチャンバラを題材にしている。

## あらすじ
人間界とは表裏一体の関係にある妖怪の世界では「人間との共存」を目指す精霊妖怪と「人間界の支配」を目指す魔妖怪が対立し、激しい争いをしていた。そこへ現れた剣士・竜斎は後のスポーツチャンバラに通じる「どちらも死なない戦い方」を両者に提案し、これを受け入れた。
そして現代。精霊妖怪の封印が解かれ、再び魔妖怪との戦いに挑むこととなったが今回は「総大将は人間の子供が務める」という取り決めがその前に為されていた。精霊妖怪側は座敷童子のマヤを人間界に遣わし、竜斎の子孫でスポーツチャンバラ選手の小学生・仁を総大将に指名する。一方、魔妖怪側は仁のライバルかつ親友の京二に憑依し、なんの因縁かこの2人によって人間界の運命が委ねられることとなってしまう。

## 登場キャラクター

### 人間界
剣崎仁（けんざき じん）
声 - 高垣彩陽
主人公の小学生。かつてはいじめられっ子だったが、「強くなりたい」と始めたスポーツチャンバラで健全な精神と強さを身につける。
マヤによって精霊妖怪の大将に任じられる。
冴場京二（さえば きょうじ）
声 - 田村睦心
仁の親友かつライバル。スポーツチャンバラのチャンピオンだが、勝利に拘りすぎる性格。その一方で正義感が強く、かつてはいじめられていた仁をかばっていた。
憑依によって魔妖怪の大将にされてしまい、性格が豹変してしまう。
武彦（たけひこ）
声 - 白石涼子
仁のクラスメイト。彼をいつも応援しているが、魔妖怪の憑依によって彼と対立することになる。
櫻坂先生（さくらざかせんせい）
声 - 関俊彦
仁・京二のスポーツチャンバラの師匠。
竜斎（りゅうさい）
剣士で仁の先祖。「誰も死なない戦い方」を妖怪に提案していた。
仁の父
声 - 千葉進歩
仁の母
声 - 浅野真澄

### 精霊妖怪
マヤ
声 - 堀江由衣
座敷童子の少女。おっとりとした性格だが芯は強く、自らも副将として戦いに挑む。エピローグでは人間に姿を変えて、遠野マヤ（とおの-）の名で仁たちと同じ道場に通い始める。
奴等裏表兵衛（ぬらりひょうべえ）
声 - 中博史
ぬらりひょん。精霊妖怪の総大将。
枕返し（まくらがえし）
声 - 木村優
剣崎家の守護妖怪。いたずら好き。
この作品の映画化前より、ワオ・コーポレーションの教材でキャラクターを務めていた。

### 魔妖怪
山本五郎左衛門（さんもとごろうざえもん）
声 - 黒田崇矢
魔妖怪の総大将。
針女（はりおんな）
声 - 能登麻美子
管狐（くだぎつね）
声 - 下田麻美

### その他
竿打仙（かんだせん）
声 - 納谷六朗
精霊妖怪と魔妖怪との戦いにおける審判役。

## スタッフ
- 監督 - 久保博志
- 助監督 - 五月女有作
- 原作 - 風魔忍『スポチャン妖魔陣』（牧歌舎刊）
- 脚本 - 涼廣陽
- キャラクターデザイン - 佐々木敏子、滝川和男、水谷麻美子
- 総作画監督 - 佐々木敏子
- 妖怪作画監督 - 柳瀬穣二
- 演出 - 五月女有作、木下ゆうき、佐藤豊、高田淳
- 色彩設定 - 野田幸恵
- 美術監督 - Kim Kyong Gi
- 撮影監督 - 林美幸
- 編集 - 相原聡
- 音響監督 - 長崎行男
- 音響製作 - STUDIO MAUSU
- 音楽 - 阿部隆大、持山翔子
- ナレーション - 関俊彦
- エグゼクティブプロデューサー - 西澤昭男
- プロデューサー - 村上匡宏、関佳史（tvk）
- アソシエイトプロデューサー - 青木清光、金子祥之
- アニメーション制作 - ワオワールド
- 製作協力 - テレビ神奈川
- 製作 - ワオ・コーポレーション
- 配給 - プレシディオ

## 主題歌
「Smile Again」
作詞 - Uyu / 作曲 - 阿部隆大 / 歌 - マヤ（堀江由衣）

## 関連商品

### DVD
2015年3月4日にDVD（EAN-4988105069848）が発売された。